# Schizomavella gautieri
Schizomavella gautieri is een mosdiertjessoort uit de familie van de Bitectiporidae. De wetenschappelijke naam van de soort is voor het eerst geldig gepubliceerd in 1997 door Reverter-Gil & Fernandez-Pulpeiro.